# Romanici
Con il termine Romanici, anche Romanci o Romei, la moderna storiografia indica l'eterogeneo insieme di popolazioni soggette, in un regno latino-germanico, alla classe dominante germanica. L'espressione include tutte le componenti etniche, linguistiche e culturali presenti su un dato territorio e indica quel gruppo sociale caratterizzato da una cultura derivata da quella del Basso impero romano, attraverso processi sia di derivazione diretta, sia di romanizzazione.
La scelta del termine deriva dalla necessità di superare i limiti dell'espressione "latini", utilizzata dalla storiografia anteriore: i Latini, infatti, sono un particolare gruppo etnico-linguistico storicamente determinato, diverso da quello cui si fa riferimento in età altomedievale. Questo, infatti, include popolazioni di diretta discendenza latina, soprattutto in Italia, ma anche genti romanizzate in epoche differenti (per esempio, i Celti della Gallia), componenti etniche di varia origine (provenienti dall'intero territorio dell'Impero romano, sia d'Oriente che d'Occidente) e anche i residui di precedenti invasioni barbariche, già assorbite dal tessuto sociale di cultura latina tardoantico e altomedievale.

## I Romanici nel regno longobardo
Sebbene la definizione di "Romanici" possa essere estesa a qualunque regno latino-germanico, essa risulta attestata principalmente nella letteratura storiografica sui Longobardi. In questo contesto, tra i Romanici la parte maggioritaria era composta dai discendenti delle antiche popolazioni latine e italiche e di quelle presenti nella Penisola da secoli e già profondamente romanizzate (Celti, Liguri, Etruschi); altri elementi erano poi quelli greco-bizantini, passati con il tempo sotto il dominio dei Longobardi, e quelli risalenti a precedenti incursioni germaniche, in particolare quelle di Ostrogoti e Visigoti.
I rapporti tra la componente longobarda e quella romanica mutarono profondamente nel corso della storia del regno longobardo. A una prima fase di netta separazione, accompagnata da un duro dominio da parte dei nuovi dominatori, seguì un lento processo di integrazione tra le due componenti del regno, accompagnata dalla progressiva conversione dei Longobardi dall'arianesimo al cattolicesimo.